# Пфальцский диалект
Пфа́льцский диале́кт или палатинский диалект (самоназв. Pälzisch, нем. Pfälzisch) — диалект немецкого языка, принадлежащий к рейнско-франкскому диалекту средненемецкой группы. Также включает две подгруппы местных микродиалектов франкского типа: западнопфальцскую и переднепфальцскую.
В Германии пфальцский диалект распространён прежде всего в Рейнланд-Пфальце, Баден-Вюртемберге, Саарланде и Гессене. Небольшой языковой островок расположен в районе Нижнего Рейна. Диалект ограничен от мозельско-франкского диалекта dat/das-линией, от гессенского — fescht/fest-линией, от южнорейнскофранкского — appel/apfel-линией и от франкского лотарингского — hus/haus-линией. Границы между соседними диалектами расплывчаты. Внутри пфальцского граница между западным и переднепфальцским диалектами можно провести вдоль границ районов Кайзерслаутерн и Бад-Дюркхайм вместе с gebroch/gebroche-линией.
Эмигрировавшие в XVIII—XIX веках в Северную Америку немцы происходили преимущественно из Пфальца. На новой земле им удалось десять поколений подряд сохранять свой собственный диалект. Сегодня он называется Пенсильванско-немецкий диалект.